# Mixomelia melanostrota
Mixomelia melanostrota är en fjärilsart som beskrevs av George Francis Hampson. Mixomelia melanostrota ingår i släktet Mixomelia och familjen nattflyn. Inga underarter finns listade i Catalogue of Life.